# St. Jakob, Šentandraž v Labotski dolini
St. Jakob je naselje v Občini Šentandraž v Labotski dolini v Okraju Volšperk na Koroškem v Avstriji.